# 宝岛盂兰
宝岛孟兰（学名：Lecanorchis cerina）为兰科盂兰属下的一个种。

## 扩展阅读
- 維基物種上的相關：宝岛孟兰